# Albert Binquet
Albert Binquet (Bordeaux, ... – ...; fl. XX secolo) è stato uno scultore francese.
Operò nella prima metà del XX secolo, e fu tra i più importanti esponenti dell'art déco e del futurismo francese.
Realizzò due bassorilievi ovali in gesso che vennero poi eseguiti in pietra per decorare la facciata dell'ufficio postale di Casablanca.
Alcune sue opere sono state realizzate nel 1936 per decorare la chiesa parrocchiale di Sainte Radegonde a Driencourt nella regione francese della Piccardia, dove tuttora sono conservate.
È catalogato sia sul dizionario Benezit che sull'annuario Comanducci. Alcune delle sue opere sono citate in:
- Henri Rapin, La sculpture décorative moderne, 1925
- Henri Rapin, La Sculpture decorative a l'exposition des arts decoratifs de 1925, 1925
- Theodore Menten, The Art Deco Style in Household Objects, Architecture, Sculpture, Graphics, Jewlery 486 Authentic Examples Selected, 5 febbraio 1973
- Art Deco Design and Ornament, 2007